# Sauce Colbert
 (janvier 2012).
Pour les articles homonymes, voir Colbert.
La sauce Colbert est une préparation à base de beurre pommade avec du sel, du poivre, du jus de citron, du persil et de l'estragon hachés ainsi qu'une glace de viande.
Son nom provient de Jean-Baptiste Colbert dont le cuisinier aurait inventé la recette. Cette sauce accompagne des plats de légumes, de poissons ou de viandes grillées.